# 리총웨이

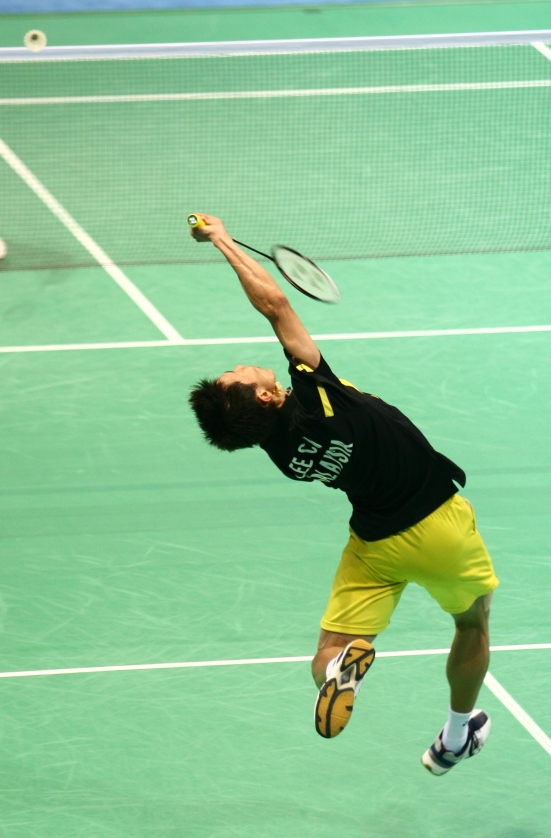
Lee Chong Wei

리총웨이(이종위, 중국어 간체자: 李宗伟, 정체자: 李宗偉, 병음: Lǐ Zōngwěi 리쭝웨이[*], 1982년 10월 21일 ~ )는 말레이시아의 남자 배드민턴 선수이다. 2008 베이징 올림픽 배드민턴 남자 단식에서 은메달을 획득했다. 이것은 말레이시아 선수로는 최초의 올림픽 남자 단식 결승 진출이었으며, 1996 애틀란타 올림픽 이후 말레이시아가 겪고 있던 메달 가뭄을 해소해주는 것이었다. 이러한 공로로 그는 다툭 작위를 수여 받았으며.
리총웨이는 2006년 6월 29일 생애 최초로 남자 단식 세계 랭킹 1위에 오른 이래로 중국의 린단 등과 함께 지금까지 1위 자리를 두고 치열한 경쟁을 이어오고 있다. 그는 라시드 시덱과 로슬린 하심 이후 세계 랭킹 1위에 오른 세 번째 말레이시아 선수이며(공식 랭킹이 집계된 1980년대 이후 기준), 랭킹 1위를 2주 넘게 유지한 말레이시아 선수로는 현재까지 그가 유일하다.
리총웨이는 BWF 슈퍼 시리즈 등 많은 국제 대회에서 우승했다. 그러나 그러한 뛰어난 기록에도 불구하고 BWF 월드 챔피언십에서는 우승한 경력이 없다.

## 성장 과정 및 개인사
리총웨이는 어린 시절 농구를 좋아했으나, 그의 어머니는 뜨거운 햇볕 아래서 운동하는 것에 대해 염려하여 그가 농구를 하지 못하게 했다. 이 때문에 그는 농구를 그만두고 11살 때 아버지를 따라 배드민턴을 시작하게 되었다. 그의 재능을 알아본 지역 체육관의 코치가 그를 가르치겠다고 그의 아버지에게 제안하면서 리총웨이는 방과 후에 정식으로 배드민턴 훈련을 받게 되었다. 이후 그는 미스분 시덱의 눈에 띄어 17세 때 국가대표팀에 발탁되었다.
2006년 11월 3일, 그는 타이어가 터져 도로를 이탈한 차에 의해 뒤에서 받히는 사고를 당했다. 이로 인해 그는 머리 부위를 여섯 바늘 꿰매는 부상을 입었다.
2008년 8월 21일, 그는 2008년 베이징 올림픽 배드민턴 남자 단식에서 은메달을 획득한 공로로 각종 상금 등 여러 가지 상을 수여받아서, 30만 링깃의 일시불 상금 및 같은 해 8월부터 매월 3천 링깃의 연금을 수령하게 되었다. 또한 2008년 8월 30일에는 다툭 작위를 수여받았다. 그리고 2009년 6월 6일에는 같은 공로로 투안쿠 미잔 자이날 아비딘으로부터 다르자 박티(Darjah Bakti) 상을 수상하였다.
그는 한때 같은 대표팀 동료 선수였던 옹뮤추와 연인 관계였으나, 2009년 월드 챔피언십 기간 중 서로 결별했음을 두 사람이 공식적으로 선언했다. 2010년에는 그가 중국의 배드민턴 선수인 왕린과 연인 관계라는 소문이 돌기도 했으나 두 사람 모두 이를 부정했다. 2009 월드 챔피언십 직전에는 대한민국의 배드민턴 선수인 황혜윤과 연인 관계라는 소문도 있었으며, 이것이 당시 옹뮤추와 결별하는 결정적인 원인이 되었다고 알려져 있다.